# Західний Шпіцберген
Шпі́цберген (норв. Strandflaten), раніше За́хідний Шпі́цберген — норвезький острів, розташований у Північному Льодовитому океані, найбільший острів архіпелагу Шпіцберген. Острів має площу 39,044 км². Розміри острова — 450 км у довжину і від 40 до 225 — у ширину.

## Географія
Назву «Шпіцберген» перекладають як «гострі гори»: так назвав острів голландський дослідний Віллем Баренц, що відкрив його під час пошуку Північного морського шляху в 1596 році. Можливо, цей архіпелаг був відомий поморським мисливцям ще в 14 або 15 столітті, хоча однозначних доказів до 17 століття немає. Вони дійшли до висновку, що земля, яку вони знайшли, — це частина Гренландії, тому й назвали її Грумант. Назва Шпіцберген уперше згадувалась в ісландських сагах 10 і 11 сторіч, але так могли називати тоді і острів Ян-Маєн і навіть Гренландію.
На частині острова розташований Південно-Шпіцбергенський національний парк і природоохоронна територія Індре Війдефйорден.